# آنگوس ویلسون
آنگوس ویلسون (انگلیسی: Angus Wilson؛ ۱۱ اوت ۱۹۱۳ – ۳۱ مهٔ ۱۹۹۱) نویسنده داستان کوتاه و رمان‌نویس بریتانیایی بود. به وی به منظور قدردانی از خدماتش به ادبیات لقب شوالیه اهدا شد.